# Чемпіонат світу з легкої атлетики 2019 — естафетний біг 4×400 метрів (змішаний)

Фінальний забіг

Змагання з естафетного бігу 4×400 метрів серед змішаних команд на Чемпіонаті світу з легкої атлетики 2019 у Досі проходили 5-6 жовтня на стадіоні «Халіфа».
Дисципліна вперше була представлена в програмі чемпіонату світу за всю історію його проведення.
До складу кожної команди входило по два чоловіки та дві жінки, черговість участі яких на етепах естафети визначалась кожною командою самостійно.

## Напередодні старту
На початок змагань світовий рекорд в дисципліні не був затверджений, оскільки не було показано результату, кращого за пороговий показник (3.13,20), який міг би бути ратифікований згідно з правилами ІААФ.
Найкращий результат сезону в світі був наступний:
| WL | Польща Каєтан Душинський, Патриція Вичишкевич, Юстина Швенти-Ерсетиць, Кароль Залевський | 3.15,46 | Йокогама | 11 травня 2019 |

## Результати

### Забіги
У забігу збірна США у складі Тайрелла Річарда, Джессіки Беард, Джасмін Блокер та Обі Ігбокве встановила перший в історії офіційний світовий рекорд у цій дисципліні (3.12,42). Крім цього, була встановлена низка континентальних та національних рекордів. До фіналу проходили три перші команди з кожного з двох забігів та два найшвидших за часом з тих, які посіли у забігах місця, починаючи з четвертого.

### Фінал
У фінальному забігу світовий рекорд був покращений американською збірною ще майже на 3 секунди, а учасниця квартету — Еллісон Фелікс — здобула 12-ту золоту медаль чемпіонатів світу в кар'єрі
| Місце | Команда         | Атлети                                                                     | Час     | Примітки |
| ----- | --------------- | -------------------------------------------------------------------------- | ------- | -------- |
| 1     | США             | Вілберт Лондон → Еллісон Фелікс → Кортні Около → Майкл Черрі               | 3.09,84 | WR       |
| 2     | Ямайка          | Нетон Аллен → Ронейша Мак-Грегор → Тіффані Джеймс → Джевон Френсіс         | 3.11,78 | NR       |
| 3     | Бахрейн         | Муса Іса → Амінат Джамал → Сальва Насер → Аббас Аббас                      | 3.11,82 | AR       |
| 4     | Велика Британія | Раба Юсіф → Зої Кларк → Емілі Даймонд → Мартін Руні                        | 3.12,27 | AR       |
| 5     | Польща          | Віктор Сувара → Рафал Омелько → Іга Баумгарт-Вітан → Юстина Швенти-Ерзетич | 3.12,33 | NR       |
| 6     | Бельгія         | Ділан Борле → Ганне Клас → Камілле Лаус → Кевін Борле                      | 3.14,22 | NR       |
| 7     | Індія           | Ягія Мухаммед Анас → Веллува Вісмая → Джісна Матев → Ноа Том               | 3.15,77 | SB       |
| 8     | Бразилія        | Лукас Карвалью → Тіффані Сілва Марінью → Гейза Коутінью → Александер Руссо | 3.16,22 |          |